# Joel Rifkin
 (août 2022).
Pour les articles homonymes, voir Rifkin.
Joel David Rifkin, né le 20 janvier 1959 est un tueur en série américain. Entre 1989 et 1993, il agressa et tua au moins dix-sept femmes, quasiment toutes prostituées et toxicomanes, mais ne fut reconnu coupable de meurtre que pour seulement neuf d'entre elles.
Bien que Rifkin ait souvent eu recours aux services de prostituées dans Brooklyn ou Manhattan, il vivait à East Meadow, une ville du Comté de Nassau (État de New York) située sur l'île de Long Island à environ une cinquantaine de kilomètres de New York.

## Enfance et jeunesse (1959-1978)
Né de parents inconnus, Joel fut adopté trois semaines après sa naissance par un couple de New City, un "endroit désigné de recensement" de la ville de Clarkstown dans l'État de New York : Bernard dit "Ben", ingénieur, et Jeanne Rifkin, femme au foyer.
Le couple adopta également une fille, Jan, trois ans plus tard. En 1965, la famille s’installa à East Meadow.
Enfant timide et maladroit se tenant voûté et affublé de lunettes de vue, Joel fut la cible de brutalités dans son école. Très vite, il se retrouva en échec scolaire malgré un QI de 128, probablement en raison d'une dyslexie non diagnostiquée. En outre, contrairement à son père adoptif, Joel ne manifestait aucun intérêt pour le sport.
Quand il entra au lycée, les choses empirèrent. Surnommé "Turtle" (tortue) en raison de sa démarche lente et chaloupée, Joel subit des brimades de la part de ses camarades qu'il préférait ignorer plutôt que de leur répondre physiquement. Néanmoins, afin d'éviter ces intimidations et humiliations, l'adolescent entrait toujours en dernier dans la salle de cours et en ressortait le premier. Il passait également ses soirées et week-ends chez lui de peur de croiser ses bourreaux dans le voisinage, muré dans une chambre où de violents fantasmes sexuels commençaient à le hanter.
Joel fit pourtant l'effort de se joindre à l'agenda annuel afin de se faire des amis mais l'appareil photo que lui avait offert ses parents lui fut volé aussitôt après son inscription. Malgré cet incident, il participa assidûment aux réunions de groupe ainsi qu'aux différents événements. Mais il fut dévasté lorsque ses camarades décidèrent de ne pas le convier au gala de clôture annuel.
Par conséquent, Joel s'enfonça davantage dans la solitude, se plongeant dans le visionnage de nombreux thrillers, ce qui développa ses fantasmes de viol, de sadisme et de meurtre.
Après l'obtention de son baccalauréat en 1977, Joel Rifkin, qui était particulièrement intéressé par l’horticulture et le journalisme photo, tenta plusieurs fois sa chance dans le secondaire et se présenta au "Nassau Community College (en)" où il travailla pendant une année universitaire (1977-1978) comme photographe pour le journal de l’université, « The Stylus ». Déçu de ne pas pouvoir vivre sur le campus - ce qui, l'espérait-il, l'aurait aidé à se sociabiliser - ses parents lui offrirent une voiture afin qu'il puisse couvrir les allers-retours entre l'université et leur domicile. Cependant, le jeune homme en trouva une utilité supplémentaire.

## Une vie instable (1978-1987)
Rifkin commença à sillonner en voiture les rues des quartiers fréquentés par les prostituées, sans toutefois oser les aborder. Mais lorsqu'une nuit il surmonta sa timidité pour obtenir les prestations d'une d'entre elles, Rifkin enchaîna dès lors les passes, ce qui entraîna très vite un délitement de sa situation sociale, professionnelle et financière, d'autant qu'il se fit voler son argent plus d'une fois par des prostituées et des proxénètes avant d'avoir pu obtenir un rapport sexuel. Rifkin peina à joindre les deux bouts à cause de son penchant mais pour la première fois de sa vie, il avait l'impression d'être aimé et désiré, ce qui renforça son estime de lui.
Rifkin finit par abandonner ses études au "Nassau Community College (en)" afin de s'inscrire en 1978 à l'Université d'État de New York à Brockport, pour ensuite en changer et se tourner vers celle de Farmingdale l'année suivante... avant d'abandonner à nouveau en 1980. Le jeune homme n'allait donc jamais au bout de ses études, ce qui l'amenait à déménager constamment, louant de petits appartements avant de revenir chez ses parents à chaque fois qu'il plaquait une fac ou qu'il perdait son emploi.
Car tout au long des années 1980, Rifkin enchaîna les petits boulots sans lendemain autour de Long Island, ne laissant pas de très bons souvenirs à ses employeurs : manque d'hygiène, absentéisme récurrent et incompétence générale dissuadaient souvent ces derniers de le garder.
Son père adoptif lui reprochait son manque d'engagement et de sérieux, ce qui provoquait de fréquentes disputes entre les deux hommes. Joel aimait son père mais estimait que quoi qu'il fasse de sa vie, jamais celui-ci ne serait fier de lui un jour.

## Basculement (1987)
En février 1987, Ben Rifkin se suicida afin d'abréger ses souffrances dues à un cancer de la prostate diagnostiqué l'année précédente, ce qui eut pour effet de plonger son fils dans la dépression. Mais paradoxalement, Joel ressentit une sorte de "libération", soulagé que sa double vie demeure à jamais secrète pour son défunt père. Cela l'encouragea à la poursuivre, peu importait les risques. Aussi fût-il arrêté six mois plus tard le 22 août 1987 à Hempstead, Long Island pour avoir sollicité les services d'une prostituée (en réalité une policière infiltrée), arrestation qu'il parvint d'ailleurs à cacher à sa mère. Une simple amende ne le dissuada pas de continuer cette vie dissolue. Bien au contraire ; durant les six années qui suivirent, le jeune homme de 28 ans laissa libre cours à son imagination faite de violence et de meurtre ainsi qu'à son appétence pour les prostituées.
En 1988, Rifkin s'inscrivit à un programme d'études en horticulture de deux ans au "Farmingdale State College (en)" de Farmingdale. Pour la première fois de sa vie, il obtint deux A consécutifs pendant deux semestres et fut récompensé par une sélection à un stage au sein du prestigieux Planting Fields Arboretum à Oyster Bay. Sur place, il tomba sous le charme d'une stagiaire blonde mais jamais il ne trouva le courage de lui demander de sortir avec lui.

## Meurtres (1989-1993)
Craignant de se faire de nouveau arrêter à Hempstead, Rifkin alla chercher les prostituées plus loin, du côté de Manhattan. Parallèlement, il commença à collectionner des livres et des coupures de presse sur des tueurs en série de prostituées, dont le tueur de la Green River et Arthur Shawcross. Ces lectures contribuèrent largement à son passage à l'acte.

### Heidi Balch
Jeanne et Jan Rifkin étant parties en vacances, Joel se rendit à New York le 20 février 1989 prendre une prostituée du côté de East Village et l'amena jusqu'au domicile familial. Irrité par le comportement amorphe de la jeune femme qui ne cessait de dormir et de se shooter à l'héroïne, Rifkin (qui n'était pas toxicomane) la frappa à la tête à plusieurs reprises avec un obus d'artillerie qu'il possédait comme objet de décoration. Elle reprit conscience peu après lorsqu'il essaya de la déplacer, lui mordant le doigt jusqu'au sang. Rifkin, à bout, l'acheva en l'étouffant puis en l'étranglant.
« J'ai juste perdu le contrôle » affirmera t-il plus tard. « J'ai arrêté quand je me suis senti fatigué. »
Lorsqu'il fut certain qu'elle était morte, Rifkin nettoya les traces de lutte et s'endormit. À son réveil six heures plus tard, il entreprit de la démembrer à l'aide d'un couteau, prenant le soin de lui couper le bout des doigts ainsi que de lui ôter ses dents avec des tenailles afin d'empêcher toute identification. Puis il jeta les différentes parties de son corps à divers endroits éloignés les uns des autres. Ainsi, la tête de la jeune femme fut retrouvée le 5 mars sur un terrain de golf à Hopewell, New Jersey dans un pot de peinture, les jambes plus au nord vers Pequonnock Creek près de Jefferson Township, New Jersey, tandis que le torse et les bras furent repêchés dans l'East River. Les restes dispersés de la jeune femme ne furent identifiés qu'en 2013 grâce à l'ADN : il s'agissait de Heidi Balch, une prostituée de 25 ans originaire de Brooklyn. Atteinte du SIDA, elle exerçait sous le surnom de "Susie".

### Julie Blackbird
En juin 1990, Rifkin tua une seconde prostituée, identifiée bien des années plus tard sous le nom de Julie Blackbird (âge non communiqué). Sa ressemblance supposée avec la chanteuse Madonna plut beaucoup à Rikfin. Après avoir passé la nuit ensemble au domicile de sa mère, Rifkin partit retirer de l'argent à un distributeur aux environs de 9 heures. Mais constatant que son solde était débiteur et qu'il ne pouvait donc la payer, il retourna à la maison et lui asséna plusieurs coups à l'aide d'un pied de table avant de l'étrangler. De son propre aveu, le corps fut également démembré et dispersé, cette fois lesté dans du béton afin qu'il ne puisse être retrouvé. Puis il jeta les différentes parties dans les canaux de Manhattan. Jamais les restes de Blackbird ne furent découverts.

### Barbara Jacobs
Le 14 juillet 1991, des pompiers en exercice d'entraînement dans l'Hudson repêchèrent le corps sans vie de Barbara Jacobs, 31 ans. Le cadavre se trouvait plié dans un sac en plastique lui-même placé dans une boîte en carton. La mort remontait à la veille : Rifkin l'avait ramenée à la maison familiale pour passer la nuit avec elle et l'étrangler le lendemain matin. Il avait utilisé le même pied de table dont il s'était servi pour frapper Blackbird. Le corps ne fut identifié que deux ans plus tard lorsque Rifkin confessa son crime. Jacobs était connue de la police pour vol de voiture et prostitution.

### Yun Lee
Une autre victime du même âge que Jacobs mais d'origine coréenne, Yun Lee, fut repêchée dans l'East River le 23 septembre, le corps replié dans une malle. Selon la police, Lee était morte par strangulation. Le soir de son meurtre, Lee était la deuxième prostituée de Rikfin en une heure. Il avait par le passé été l'un de ses clients. Ce fut son premier meurtre sur une prostituée qu'il avait déjà hameçonné et il a éprouvé des remords bien éphémères :
« En fait, je pensais que je l'aimais. »
L'ex-mari de Lee identifia rapidement le corps, l'épargnant ainsi d'une tombe anonyme.

### Mary Ellen DeLuca
La nuit du 1er septembre 1991, Rifkin approcha Mary Ellen DeLuca, 22 ans, sur la Jamaica Avenue dans le Queens. Il la conduisit à travers New York pendant une longue virée qui s'éternisa jusqu'à l'aube, déboursant 150 dollars pour acheter de la drogue à divers arrêts. Ils s'arrêtèrent finalement dans un motel bon marché où DeLuca rechigna dans un premier temps à un rapport sexuel, exigeant plus de drogue. Les plaintes de DeLuca pendant leurs ébats finirent par lasser Rifkin qui lui demanda si elle voulait mourir. Ayant répondu "oui" selon ses dires, il l'étrangla à mort. Il se souvient de ce meurtre comme "l'un des plus étranges" :
« Elle n'a rien fait, elle l'a juste accepté. »
Le 1er octobre, le corps de DeLuca fut découvert nu à l'exception d'un soutien-gorge dans un champ près de Cornwall, soit un mois après que sa disparition eut été signalée par sa famille. Elle avait été vue vivante pour la dernière fois à 23 heures le 1er septembre 1991, lorsqu'elle avait quitté un groupe d'amis pour aller retrouver son dealer habituel. L'identification ne fut établie que le 4 juillet 1993.

### Jane DoeNo6
Une jeune femme dont l'identité reste à ce jour inconnue fut la sixième victime de Rikfin. Les explications sur son cas se basent uniquement sur les aveux de l'intéressé car le corps (qui aurait été placé dans un baril de pétrole de 55 gallons avant d'être jeté dans l'East River) ne fut jamais retrouvé. Rifkin affirme avoir tué la malheureuse en décembre mais ne se souvient pas de son nom. Il l'aurait ramassée sur la 46e rue ouest à Manhattan et étranglée dans sa voiture après une fellation vite expédiée. Ensuite, il aurait roulé jusqu'à Long Island avec le corps dissimulé sous une bâche. Puis il se serait rendu près d'une usine de recyclage à Westbury, où il avait autrefois été employé. Il se serait servi d'un baril de pétrole pour y placer le cadavre et de là, aurait roulé jusqu'à une décharge sauvage près de l'East River pour le jeter à l'eau. À peine ressorti, Rifkin aurait été contrôlé par la police qui le suspectait de décharger sans autorisation mais il l'aurait persuadée de le laisser repartir sous prétexte qu'il ne faisait que récupérer des objets abandonnés.

### Lorraine Orvieto
Le squelette de Lorraine Orvieto, prostituée de Bay Shore âgée de 28 ans, fut retrouvé par un pêcheur le 11 juillet 1992 à Coney Island Creek, dissimulé dans un baril de pétrole d'une contenance de 55 gallons. Orvieto avait disparue en décembre 1991 et souffrait de troubles maniaco-dépressifs qu'elle avait l'habitude d'apaiser à l'aide de cocaïne. Rifkin s'était garé près d'une clôture de cour d'école et l'avait étranglée alors qu'elle lui pratiquait une fellation. Il avait conservé plusieurs de ses effets personnels : pilules, bijoux ainsi que sa carte d'identité. La famille de la victime la déclara portée disparue en septembre mais l'identification ne fut établie que l'année suivante, le 4 juillet 1993.

### Mary Ann Holloman
Une semaine seulement après avoir tué Orvieto, Rifkin repartit à la chasse. Le 2 janvier 1992, il conduisit sa nouvelle proie Mary Ann Holloman, 39 ans, au même parking où il avait emmené Yun Lee et l'étrangla pendant une fellation. Son corps fut retrouvé deux jours avant celui d'Orvieto, au même endroit que celle-ci et dans un baril de pétrole identique. Holloman fut identifiée à partir de ses empreintes dentaires et renvoyée dans sa famille avec permis d'inhumer.
Avec des meurtres aussi similaires et rapprochés dans l'espace comme dans le temps, la piste d'un tueur en série était évidente. Mais la police de New York avait à cette époque plus de 2 000 meurtres par an à gérer, et les prostituées toxicomanes n'étaient pas sa priorité.

### Jane DoeNo9
Des parties de corps d'une seconde "Jane Doe" furent retrouvées le 13 mai à l'intérieur d'un baril de pétrole flottant sur Newton Creek à Brooklyn. Sa mort remontait au milieu de l'hiver 1991. Après avoir trouvé d'importantes traces de cocaïne dans son organisme, les policiers pensèrent qu'elle avait servi de "mule", qu'un préservatif rempli de drogue avait pu éclaté dans son estomac et conduit à une overdose. Ils réaliseront leur erreur un an plus tard, lorsque Rifkin avouera son crime. Mais ce dernier sera incapable de se souvenir du nom de cette femme, se rappelant seulement de ses tatouages, de sa camionnette à Manhattan et de la façon dont elle s'était débattue lorsqu'il lui avait serré la gorge.

### Iris Sanchez
Au printemps 1992, Rifkin rencontra quelques difficultés financières : son affaire de jardinerie-paysagisme battait de l'aile et il dut dégoter un job à temps partiel dans un magasin de spiritueux d'East Meadow pour éponger 700 dollars de loyers impayés. Le 10 mai, en plein jour, il fit grimper dans sa voiture Iris Sanchez, une accro au crack de 25 ans, et l'emmena vers un chantier où ils eurent un rapport sexuel pendant lequel Rifkin l'étrangla. Puis il traversa le pont de Brooklyn en direction de Rockaway Boulevard et après l'avoir délesté de sa montre et d'autres bijoux, il plaça son corps sous un vieux matelas dans un dépotoir sauvage situé près de l'aéroport international JFK. La dépouille de Sanchez fut mise à jour le 29 juin 1993.

### Anna Lopez
Le jour du Memorial Day, le 25 mai 1992, Rifkin harponna Anna Lopez, une prostituée de 33 ans consommatrice de crack, sur Atlantic Avenue dans le Queens. Le couple se retira dans une rue voisine pour "commercer". Après avoir étranglé Lopez dans sa voiture, Rifkin conduisit toute la nuit afin de trouver un endroit où déposer son cadavre. Le corps nu de Lopez fut découvert le lendemain dans une zone boisée le long de l'Interstate 84 à Brewster dans le comté de Putnam. Il lui manquait une boucle d'oreille, que l'on retrouva plus tard dans la cachette de la chambre de Rifkin.

### Violet O'Neill
Identifiée en septembre 1993, Violet O'Neill, prostituée occasionnelle de 21 ans, fut probablement tuée en juillet chez la mère de Rifkin. Il l'avait démembrée dans la baignoire puis enveloppé les parties de son corps dans du plastique avant de les jeter dans différents cours d'eau de la "Big Apple". Son torse fut repêché en juillet dans l'Hudson et quelques jours plus tard, ses quatre membres furent retrouvés à l'intérieur d'une valise. Victoria O'Neill vivait à New York chez sa grand-mère et était maman d'un petit garçon. Elle n'avait plus donné signe de vie depuis le 16 juillet.

### Mary Catherine Williams
Mary Catherine Williams, 31 ans, avait par deux fois compté Joel Rifkin parmi ses clients. Cette nuit du 2 octobre 1992, Il lui avait acheté une dose de cocaïne à l'avance et essaya de l'étouffer dans sa voiture tandis qu'elle s'était assoupie. Williams se réveilla en sursaut et au terme d'une lutte pendant laquelle elle donna un coup de pied assez fort sur le levier de vitesse pour le casser, Joel l'étrangla. Il conserva d'elle ses cartes de crédit ainsi qu'un sac à main en osier rempli de bijoux fantaisie. Son corps fut retrouvé à Yorktown en décembre. Williams était originaire de Charlotte en Caroline du Nord et avait emménagé à New York contre l'avis de ses parents. C'était une ancienne pom-pom girl de l'Université de Chapel Hill qui avait sombré dans la drogue et la prostitution après son divorce d'avec un joueur de football professionnel.

### Jenny Soto
Rifkin vint chercher cette jeune femme de 23 ans vers 23 heures le 16 novembre, près du pont de Williamsburg dans le sud de Manhattan. Tandis qu'il lui avait saisi la gorge dans son pick-up après un rapport intime, Soto se débattit de toutes ses forces pour échapper à son sort et griffa Rifkin à plusieurs reprises au visage et dans le cou. Mais Rifkin eut raison d'elle. Sans doute parce qu'elle lui avait donné du fil à retordre, il conserva en trophée son soutien-gorge et sa culotte, ses boucles d'oreilles, ses cartes d'identité et même sa seringue. Le corps de Soto fut localisé le lendemain sur les rives de la Harlem River dans le sud du Bronx, échoué sur les rochers et vêtue simplement d'un T-shirt. De la peau fut prélevée sous ses ongles cassés, preuve qu'elle avait lutté contre son agresseur. Soto fut identifiée à partir des empreintes digitales de sa dernière arrestation. C'était une jeune femme qui avait vainement tenté de s'extirper de sa toxicomanie par de nombreux séjours en cure de désintoxication. La police soupçonna au départ son ex-petit ami, un repris de justice.
La vaillante défense de Soto fit réfléchir Rifkin. Son meurtre le conduisit à mettre entre parenthèses son parcours criminel pendant plusieurs semaines, le temps que les blessures embarrassantes qu'elle lui avait infligées se cicatrisent.

### Leah Evans
Le corps de Leah Evans, une mère de deux enfants âgée de 28 ans, fut découvert en grande partie enterré le 9 mai 1993 par des promeneurs près de la route de comté 51 à Southampton. Evans était la fille d'un juge d'un tribunal civil et avait fréquenté le Sarah Lawrence College. Elle vivait avec sa mère à Brooklyn depuis que le père de ses enfants l'avait quitté. Elle se livrait à la toxicomanie et à la prostitution. Rifkin l'avait sollicitée le 27 février pour effectuer une passe sur un parking abandonné. Evans avait exigé une plus grande intimité que celle de sa voiture, ce que Rifkin avait refusé. Il se souvient que le ton était monté avant qu'elle ne se mette soudainement à pleurer, ce qui l'avait mit hors de lui.

### Lauren Marquez
Rifkin aborda Lauren Marquez, 28 ans, le 2 avril 1993 tandis qu'elle "exerçait" sur la Second Avenue. Ils roulèrent jusqu'à un point situé près du pont de Manhattan. Rifkin entreprit de lui serrer la gorge sans les préliminaires sexuels habituels. Mais brièvement distrait par un homme qui promenait son chien près de la voiture, il faillit la laisser s'échapper. Marquez résista à l'étranglement jusqu'à ce que Rifkin lui brise la nuque. Mère de deux enfants, Marquez était native du Tennessee et avait aussi sombré dans l'enfer de la drogue. Son corps fut déposé dans les Pine Barrens avant d'être découvert le 29 juin. L'Identité de la victime fut établie le 20 août grâce à des tests ADN.

### Tiffany Bresciani
Pour les articles homonymes, voir Bresciani.
Tiffany Bresciani, 22 ans, fut la dix-septième et dernière victime de Joel Rifkin. Elle avait quitté Metairie en Louisiane pour s'installer à New York dans le but de devenir actrice ou chanteuse. Au lieu de cela, Bresciani avait échoué comme danseuse nue dans de sordides clubs de strip-tease, en plus de s'adonner à la prostitution et à l'héroïne. La nuit du 23 au 24 juin où Rifkin la rencontra, Bresciani était sa seconde prostituée de la soirée ainsi que sa quatrième en deux jours. Il vint la chercher sur Allen Street et la conduisit sur le parking du New York Post, où il l'étrangla à 5 h 30 du matin. De là, il s'en retourna à East Meadow, s'arrêtant dans des magasins en cours de route pour acheter une corde puis une bâche, cependant que Bresciani gisait étendue sur la banquette arrière de son véhicule. Inquiet de ne pas revoir Tiffany qui lui avait promis de revenir d'ici une vingtaine de minutes, son petit ami Dave Rubinstein appela la police en leur dressant la description de la camionnette Mazda 1984 conduite par Rifkin.
À son retour chez sa mère, Rifkin eut des sueurs froides : celle-ci lui demanda les clés de sa voiture alors qu'il n'avait pas eu le temps de décharger le corps de Bresciani. Jeanne fit donc une petite virée en voiture avec - sans le savoir - le cadavre de la jeune femme dans le coffre. Une fois sa mère revenue une demi-heure plus tard, Rifkin put enfin récupérer les clés de la Mazda et déplaça le cadavre de Bresciani jusque dans le capharnaüm de son garage, Là, il se contenta de l'allonger sur une brouette. Puis, assez distraitement, il passa les trois jours suivants à bricoler le pick-up de Jeanne sans se soucier de la chaleur estivale et de l'odeur pestilentielle de la chair en décomposition.

## Arrestation et garde à vue (28-29 juin 1993)
La police localisa un véhicule Mazda le 28 juin à 3 h 15 du matin sur le « Southern State Parkway » non à la suite du signalement donné par Rubinstein mais à cause d’une plaque d’immatriculation manquante à l'arrière. Son conducteur, Joel David Rifkin, refusa d'obtempérer et la course poursuite qui s'ensuivit pendant dix minutes se termina à Mineola où la camionnette de sa mère s’encastra dans un poteau planté juste en face du tribunal devant lequel - ironie du sort - il sera jugé. Cinq autres voitures de police avaient rejoint le convoi pour intercepter le fuyard. En s'approchant du véhicule accidenté, les policiers sentirent une odeur nauséabonde émaner du coffre. Celle-ci provenait du corps bâché et ligoté de Tiffany Bresciani, 22 ans, petite amie de Dave Rubinstein (membre du groupe de punk/hardcore Reagan Youth, qui se suicidera une semaine après avoir appris son meurtre). Rifkin reconnut son forfait, expliquant aux policiers prêts à le menotter qu'il faisait route vers l'aérodrome Republic de Farmingdale pour se débarrasser du cadavre :
« C'était une prostituée. Je l'ai récupérée sur Allen Street à Manhattan. J'ai couché avec elle, puis les choses ont mal tourné et je l'ai étranglée. Pensez-vous que j'ai besoin d'un avocat ? »
Les enquêteurs débutèrent l'audition de Rifkin à 8 h 25. Ils l'interrogèrent pendant huit heures mais pour une raison inconnue, ne prirent pas la peine de filmer son audition. Rifkin affirmera plus tard qu'il avait réclamé la présence d'un avocat à maintes reprises mais que les policiers avaient refusé tant qu'il n'avouerait pas un second homicide. La transcription écrite de son interrogatoire suggère en revanche qu'il s'était vu proposer l'assistance d'un avocat mais qu'il avait refusé.
Pendant ce temps à East Meadow, Jeanne Rifkin, 71 ans, s'était vue ménagée par les policiers qui encerclaient sa maison. Ils l'avaient rassurée dans un premier temps que son fils avait été arrêté à cause d'un accident de la circulation, pour un peu plus tard lui révéler (sans toutefois entrer dans les détails) qu'il était incarcéré pour un "crime". Finalement, c'est grâce à un reportage diffusé à 9 h 00 à la télévision que Jeanne apprit la vérité. Elle téléphona aussitôt à son avocat qui l'orienta vers le pénaliste Robert Sale. Celui-ci appela la police d'État de New York à 15 h 30, leur enjoignant de faire cesser l'interrogatoire de Joel Rifkin.
En vain. Les policiers avaient eu le temps d'obtenir les confessions de leur homme : Rifkin avait réitéré ses aveux concernant le meurtre de Tiffany Bresciani en plus de reconnaître seize autres homicides sur une période de quatre ans. Il avait décrit chacun d'entre eux, écrivant le nom des victimes dont il se souvenait ou dessinant des cartes pour aider la police à retrouver le corps de celles encore portées disparues. La froideur avec laquelle Rifkin parlait de ses meurtres en utilisant les qualificatifs d'"événements" ou d'"incidents" et en désignant ses victimes par de vulgaires numéros avait dérouté les policiers.
Durant son interrogatoire, sa mémoire lui avait joué parfois des tours, notamment au niveau des dates et des noms. Rifkin dirigea néanmoins la police vers les lieux de dépose de Lauren Marquez et d'Iris Sanchez, qui seront retrouvées à cinq heures d'intervalle le lendemain 29 juin tandis que les restes de Julie Blackbird demeureront à jamais introuvables.
À 20 h 00, la police descendit au domicile de Jeanne Rifkin, mandat de perquisition en main, et explora les lieux pendant six heures. Dans le bazar indescriptible de la chambre de son fils, les enquêteurs trouvèrent une dizaine de cartes d'identité, deux permis de conduire aux noms de Mary DeLuca et Jenny Soto, des cartes de crédit, des portefeuilles, des photographies, des bijoux et un fatras de vêtements appartenant à ses victimes. Ainsi, 228 objets au total furent saisis.
Dans le garage qui servait de dépôt à Joel, les policiers prélevèrent des taches de sang humain sur une brouette. Une culotte de femme gisait sur le sol, près d'un tas de cordes et de bâches. Une tronçonneuse tachée de sang et maculée de morceaux de chair fut emmenée pour être analysée. Les voisins avaient remarqué une odeur écœurante provenant du garage des Rifkin où les cadavres étaient parfois entreposés avant leur évacuation ; mais ils avaient toujours attribué cette puanteur à l'engrais et à l'insecticide que Joel utilisait pour son travail de jardinier-paysagiste.
L'avocat pénaliste Robert Sale rencontra son nouveau client Joel Rifkin le lendemain 29 juin à 9 h 00. Ce dernier se plaignit auprès de lui de s'être vu confisqué ses lunettes, le laissant en proie à une forte migraine qui ne l'avait pas aidé à se concentrer. Une demi-heure plus tard, Sale et Rifkin comparurent devant le juge John Kingston afin d'enregistrer un plaidoyer préliminaire de non-culpabilité pour le meurtre de Bresciani. Sale renonça à une demande de liberté sous caution, sachant que c'était peine perdue, mais obtint un report de deux semaines de la mise en accusation. Rifkin fut immédiatement transféré au centre correctionnel du comté de Nassau à East Meadow.

## Procès et appel (1993-2002)
Bob Sale, désireux de maintenir son plaidoyer de non-culpabilité, fut incapable de prouver que les policiers n'avaient pas informé son client de ses droits. À défaut, il envisagea de regrouper les divers chefs d'accusations de meurtre contre Rifkin afin de les porter devant une Cour du comté de Nassau, espérant qu'un jury différent serait plus enclin à le déclarer non coupable pour cause de folie. Mais ce ne fut pas du goût de Rifkin qui le renvoya pour engager à sa place l'ancien District Attorney adjoint du comté de Nassau Michael Soshnick et son second, John Lawrence.

### Audience du8 novembre 1993
Lors d'une audience préliminaire tenue le 8 novembre, Soshnick et Lawrence reprirent là où Sale s'était arrêté dans sa volonté première de faire annuler les aveux de Rifkin portant sur les seize homicides précédent celui de Bresciani. Ils s'acharnèrent également à faire annuler celui de Bresciani, fait au moment de son arrestation, en affirmant que la fouille de la camionnette de sa mère avait été entreprise illégalement.
Le District Attorney adjoint Fred Klein proposa à Rifkin une réduction de 46 ans de sa peine en échange d'un plaidoyer de culpabilité. Mais Rifkin refusa le marché, convaincu qu'il serait acquitté pour raisons mentales.
Les jours suivants, les retards à répétition de Soshnick aux audiences ainsi que les longues absences de Lawrence portèrent préjudice à la défense de Rifkin. Le juge Ira Wexner rejeta les requêtes des deux avocats dont celle de reporter le procès au-delà du mois d'avril pour lequel il était prévu.
Rifkin décida de congédier Soshnick et de conserver Lawrence comme unique avocat alors qu'il avait beaucoup moins d'expérience en matière de procès criminels.

### Procès de Rifkin pour le meurtre de Tiffany Bresciani (11 avril-9 mai 1994)
La sélection du jury débuta le 11 avril 1994 avec la nomination de sept hommes et cinq femmes. Les plaidoiries commencèrent le 20 avril. Fred Klein décrivit Rifkin comme un sadique sexuel qui tirait sa jouissance de la souffrance de ses victimes tandis que Lawrence lui opposait une schizophrène paranoïaque qui submergeait son client de compulsions violentes et irrésistibles, lui "prenant le contrôle de sa vie". Une psychiatre de Long Island, Barbara Kirwin, estima que les résultats des tests psychologiques de Rifkin étaient "les plus pathologiques" qu'elle ait vus en vingt ans de métier. Un autre professionnel de santé mentale, le Docteur Park Dietz, jugea Rifkin "malade mais pas fou". Pour ce médecin qui avait participé aux procès d'Arthur Shawcross, Jeffrey Dahmer et John Hinckley, "Rifkin savait exactement ce qu'il faisait et il l'a fait".
Rifkin quant à lui donna l'impression à la Cour que son procès lui passait au-dessus la tête. Il somnola pendant une grande partie de celui-ci, son avocat prétextant que cette anémie était conséquente à la nourriture peu diversifiée qu'il lui était servie en prison.
Le 9 mai, les jurés délibérèrent et condamnèrent Joel David Rifkin à une peine de 25 ans de prison pour le meurtre de Tiffany Bresciani, plus deux ans et quatre mois à sept ans pour la mise en danger avec imprudence qu'il avait provoqué lors de sa course poursuite avec la police.

### Les procès successifs pour les autres homicides (1994-2002)
Avant même d'être condamné, Rifkin avait été transféré dans le comté de Suffolk, en attendant son procès pour les meurtres de Leah Evans et Lauren Marquez. Une nouvelle audience préliminaire à l'instigation de sa nouvelle avocate Kathleen K. Trum échoua à faire annuler ses aveux. Rifkin fut donc contraint de plaider coupable des deux chefs d'accusation de meurtre, recevant deux autres peines consécutives de 25 ans de prison. En novembre, il plaida coupable pour les meurtre d'Iris Sanchez, Lorraine Orvieto, Mary Ann Holloman et de la « Jane Doe N°9 » tuée en 1992. Il fut reconnu coupable pour ces quatre homicides plus pour deux autres.
Mais le procès pour les dix autres victimes demeura en suspens. Le juge Robert Joseph Hanophy, qui avait prononcé la sentence, déclara regretter n'avoir pu faire condamner Rifkin à la peine de mort, notant que le meurtre d'Iris Sanchez était antérieur à la révision par l'État de New York de la loi sur la peine capitale. Cependant, il affirma être satisfait que les peines cumulées pour ces huit meurtres plus celui de Bresciani totalisaient désormais au moins 200 années de prison.
À l'énoncé du verdict, Rifkin se tourna vers les familles des victimes, clamant qu'il était lui-même un "monstre" et que ce qu'il avait fait à ces femmes était "impardonnable". Pourtant, ses remords ne l'empêchèrent pas de faire appel.
En 2002, la Cour suprême de New York rejeta l'appel de Rifkin pour ses neuf condamnations. Une fois encore, son avocate avait vainement fait valoir que ses déclarations à la police au moment de son arrestation devaient être annulées car elle ne l'avait pas informé de ses droits.
Joel David Rifkin purge actuellement une peine de 203 ans dans l'établissement correctionnel de Clinton, dans l'État de New York. Il sera éligible à la libération conditionnelle en 2197.

## Vie de Rifkin en prison
Début 1994, il fut reporté que Rifkin s'était bagarré avec le tueur de masse Colin Ferguson dans le pénitencier de Rickers.
Les officiels de la prison décidèrent en 1996 que la notoriété de Rifkin étant trop importante, elle pouvait mener à des perturbations. Il fut alors confiné dans sa cellule vingt-trois heures par jour pendant quatre ans avant d’être transféré à la prison du Comté de Clinton. En 2000, l’État fit une requête pour déterminer si les officiels de la prison avaient violé les droits constitutionnels de Rifkin en le mettant en isolement total. Lors du procès, une somme de 50 000 dollars pour chacun des 1 540 jours d’emprisonnement en isolation totale fut demandée (soit un total de 77 millions de dollars).
S’il reçoit cette somme un jour, celle-ci sera soumise aux lois de l’État et la majeure partie reviendra aux familles des victimes.
Les officiels affirment que Rifkin est maintenant placé en détention avec 200 autres détenus à Clinton, ceux-ci n'étant pas autorisés dans la prison générale.

## Profil psychologique etmodus operandi
Le processus de sélection de Rifkin était erratique, épargnant la plupart des prostituées qu'il fréquentait presque tous les soirs, et le poussant à en tuer d'autres sur un coup de tête. Il n'est donc pas certain que ses victimes avaient été choisies à l'avance car Rifkin a souvent tué de manière impulsive, dès qu'il s'était senti contrarié par un comportement déplaisant, une remarque désobligeante, voire une prestation sexuelle qu'il avait jugé médiocre ou qu'il ne pouvait payer, comme ce fut le cas pour Balch, DeLuca, Evans ou Blackbird. Cela lui permettait sans doute aussi de décharger une partie de sa responsabilité sur sa victime (il qualifiait par exemple ses meurtres d'"incidents" lors de son audition par les policiers.)
Il n'avait en revanche pas de critères physiques précis comme ce fut le cas de Ted Bundy qu'il admirait : ses victimes étaient souvent des hispano-américaines aux cheveux bruns mais il y eut également parmi elles des femmes de type anglo-saxon voire asiatique. À l'exception de Mary Ann Holloman qui avait 39 ans, toutes en revanche étaient relativement jeunes, âgées entre 21 et 33 ans.
Mais le principal dénominateur commun était qu'il s'agissait de prostituées toxicomanes. Rifkin avait appris dans ses lectures que cette catégorie de personnes était vulnérable et aisément abordable, que l'identification de leur corps pouvait être compliquée compte tenu de leur mode de vie marginal et qu'il pouvait par conséquent agir pendant longtemps sans avoir à se faire arrêter  : facilité déconcertante à s'isoler avec elles puis de les tuer à l'abri des regards, cellule familiale de la victime éclatée ou inexistante, dépendance aux drogues dures qui altère le jugement et provoque une apathie physique, indifférence et immobilité des services de police, etc.
En considérant que la vie de ces femmes ne valait rien ou presque (il désignait ses victimes par des numéros et a toujours été persuadé que sa mère biologique était une prostituée qui l'a abandonné sans état d'âme), Rifkin a pu décharger une fois encore une part de sa responsabilité. Car en éliminant des "femmes de mauvaise vie" et non des "femmes respectables", il a toujours relativisé sur le degré de gravité de ses crimes lors de sa garde à vue.
Selon Robert Mladinich dans From the Mouth of the Monster, les fantasmes de Rifkin comprenaient un peu de bondage et de viol, plus "quelque chose de type gladiateur avec deux filles qui se battraient jusqu'à la mort". Dans certains d'entre eux, il violait et poignardait des femmes, mais ses victimes imaginaires étaient silencieuses, "juste passives à ce sujet".
Quoi qu'il en soit, Rifkin n'a réalisé que très peu de ses fantasmes. Jamais il ne ligota ses victimes ni ne les viola (le rapport était consenti et avait toujours lieu avant l'agression et le meurtre). Il affirme avoir une seule fois pensé à la nécrophilie en voulant imiter Ted Bundy devant le cadavre d'une de ses victimes mais avoir chassé ce fantasme de son esprit immédiatement après. Aucune des dix-sept jeunes femmes qui avaient eu le malheur de croiser son chemin n'avait non plus été poignardée. Seule la strangulation était systématique chez Rifkin. Il y avait dans cet acte une motivation sans doute sexuelle, le démembrement répondant à un but exclusivement pratique : celui d'éviter que le corps soit retrouvé et éventuellement identifié. Si Rifkin prenait plaisir à étrangler ses victimes, il était en revanche de son propre aveu assez réticent de les débiter : c'était une étape qu'il avait d'ailleurs abandonné un temps - la jugeant répugnante - au profit de la cache du corps entier dans une malle ou un baril.
Durant son funeste parcours long de quatre ans, si Rifkin a employé diverses méthodes pour se débarrasser du corps de ses victimes, il était cependant moins varié sur le type de lieu où il commettait ses meurtres : soit il ramenait ses victimes au domicile de sa mère, soit il les tuait dans sa voiture. Le point commun était que Rifkin avait dans ses choix toujours agi par pragmatisme, cherchant l'intimité d'une maison familiale ou de l'obscurité d'un parking désert, ce afin de ne pas être surpris et se faire arrêter.
Rifkin était certainement un cas pathologique mais il n'était pas fou. C'était même un homme plus intelligent que ce qu'ont prétendu certains qui l'avaient côtoyé dans sa jeunesse. En visionnant bon nombre de films et en dévorant de nombreux livres, il a certainement dû y puiser certaines idées pratiques telles que la cache d'un corps dans une malle (Frenzy (1972) de Alfred Hitchock) ou encore l'utilisation du Noxema comme dans Le Silence des Agneaux (1991) de Jonathan Demme, deux de ses films préférés (lors de son arrestation, Rifkin arborait une épaisse couche de Noxema enduite sur sa moustache, une astuce pour manipuler les cadavres en évitant leur odeur.)

## Dans la culture populaire
- Le film indépendant Joel de 2018, réalisé par John R. Handde, est basé sur la vie et les crimes de Rifkin.
- Dans l' épisode de Seinfeld " The Masseuse", le petit ami d'Elaine s'appelle Joel Rifkin et des références au tueur en série sont faites tout au long de l'épisode. Lors d'un match des Giants de New York auxquels ils assistent, la réaction de la foule au nom de son petit ami lorsqu'il est annoncé par haut-parleur incite ce dernier à accepter la suggestion d'Elaine de changer de patronyme.
- Le producteur de Howard Stern Show , Gary Dell'Abate , a brièvement travaillé avec Rifkin dans un magasin Record World à New York.
- Joel Rifkin est mentionné par Sigourney Weaver dans le film Copycat (1995)
- Le nom de Rifkin est cité parmi une liste de tueurs en série dans l' épisode "Tortured" de New York, unité spéciale.